# 992
Het jaar 992 is het 92e jaar in de 10e eeuw volgens de christelijke jaartelling.

## Gebeurtenissen
- Bolesław I grijpt de macht in Polen, en verbant zijn halfbroers Vladivoj, Mieszko en Swantopluk, die door zijn vader Mieszko I als erfgenamen waren aangewezen.
- 27 juni - Slag bij Conquereuil. Fulco III van Anjou verslaat en doodt Conan I van Bretagne. Fulco herkrijgt de stad Nantes.
- Raymond Borrell volgt zijn vader Borrell II op als graaf van Barcelona, maar Urgell gaat naar zijn broer Armengol.
- Otto II volgt zijn vader Karel op als hertog van Neder-Lotharingen.
- Voor het eerst genoemd: Baarle, Sprundel

## Overleden
- 29 februari - Oswald, bisschop van Worcester en York
- 24 mei - Mieszko I, hertog van Polen (960-992)
- 22 juni - Karel, hertog van Neder-Lotharingen (977-992)
- 27 juni - Conan I (~47), hertog van Bretagne (988-992)
- Borrell II (~65), graaf van Barcelona (948-992)